# Font, Fribourg
Font är en ort i kommunen Estavayer i kantonen Fribourg, Schweiz. Font var tidigare en kommun, men den 1 januari 2012 inkorporerades den i kommunen Estavayer-le-Lac som i sin tur blev en del av kommunen Estavayer den 1 januari 2017.